# Teodorico II de Holanda

Teodorico II, nacido en Gante hacia  930, muere en  Egmond  el  6 de mayo de 988, fue conde de Holanda desde 959 a 988. Era hijo de Teodorico de Frisia y de Geva o Gerberge de Hamalant. Sería, por parte de su padre, nieto de Teodorico I de Holanda, aunque no existe certeza su ascendencia. 
Durante mucho tiempo se consideró a Teodorico II como hijo de Teodorico I, pero en la actualidad se admite que fue hijo de uno de los hijos de Teodorico I, es decir su nieto. En efecto, Teodorico II es aún muy joven en 938, (demasiado joven para ser hijo de Teodorico I) cuando se promete con  Hildegarda de Flandes, hija de Arnulfo, conde de Flandes y de Adela de Vermandois. El matrimonio se celebró en 950. La crónica del Rin de Melis Stoke (hacia 1375) dice a propósito : « Este bueno y bravo Teodorico tenía una mujer que se llamaba  Hildegarda. » (« Dese Dideric goed ende wert had een wijf, heet Hildegaert. »). De este matrimonio tuvo tres hijos:
- Arnulfo (° Gante 951 - † 993), conde de Holanda.
- Egberto (° 951 - † 993), canciller imperial y  arzobispo de Tréveris
- Erlinda (° 953 - ° 1012), abadesa de Egmond y  de Bennebroek.

Apenas tomó la riendas de su gobierno tuvo altercados con los frisones que se negaban a reconocerlo y se oponían a la autoridad que el conde pretendía tener sobre ellos. Abusando de la libertad que les había concedido atacaron las fronteras de sus vecinos, lo que obligó a Tedorico a tomar las armas y derrotarlos.
Al año siguiente, invadieron el Kennemerland e incendiaron la ciudad de Alkmaar; pero cuando intentaron atacar el castillo de Leiden, Teodorico los detuvo en Rinsburgo, consiguiendo sobre ellos una segunda victoria, sometiéndolos definitivamente.
Tras la muerte de su suegro Arnulfo, ocurrida el 27 de marzo de  965, Teodorico II fue tutor de su  sobrino Arnulfo II, conde de Flandes.
El 25 de junio de 950, con ocasión de la fiesta que celebraba el entierro de San Adalberto de Egmond, cuya muerte probablemente ocurrió hacia 714, Teodorico ofreció al pueblo de Egmond, en cuya iglesia de madera había sido enterrado el santo, construir una abadía en piedra. Probablemente, con motivo de la consagración de esta iglesia en 975 donó a la abadía el Evangelario de Egmond, que hoy está considerado como uno de los más importantes manuscritos de la Alta Edad Media en los Países Bajos.  Teodorico había adquirido este manuscrito del siglo IX que contenía los cuatro evangelios. También contiene dos miniaturas que representan a Teodorico y a Hildegarda,  añadido que fue efectuado a petición del conde. Según algunos historiadores dichas miniaturas son obra de su hijo Egberto. El texto de una de estas miniaturas dice: « Este libro ha sido ofrecido por Teodorico y su esposa bien amada Hildegarda al misericordioso padre Adalberto, para celebrar su recuerdo eternamente. »  El manuscrito se conserva actualmente en la Biblioteca real de los Países Bajos.
Teodorico II tomó el castillo de Gante en 965 y ocupó el condado de Gante desde 965  a 988. El 25 de agosto de 985, obtuvo del emperador Otón III feudos en el Bajo Mosa, en el Kennemerland y en la isla de Texel que en aquella época se encontraba enlazada con la tierra firme.
Teodorico, su esposa Hildegarda y sus hijos Arnulfo y Erlinda fueron enterrados en la Abadía de Egmond. Sus tumbas fueron destruidas - así como la misma abadía -  en 1573, durante la revuelta de los mendigos del mar sublevados contra España.